# Ear Falls
Ear Falls är en ort i Kanada.   Den ligger i provinsen Ontario, i den sydöstra delen av landet, 1 400 km väster om huvudstaden Ottawa. Ear Falls ligger 376 meter över havet och antalet invånare är 1 026.
Terrängen runt Ear Falls är platt. Trakten runt Ear Falls är nära nog obefolkad, med mindre än två invånare per kvadratkilometer.. Det finns inga andra samhällen i närheten. 
I omgivningarna runt Ear Falls växer i huvudsak blandskog.